# Лусь Альфред Іванович
Альфред Іванович Лусь (19 вересня 1896, хутір Жиланщино, тепер Ліозненський район, Вітебська область, Білорусь — 14 травня 1982, місто Архангельськ, тепер Російська Федерація) — радянський діяч, в.о. голови Тульчинського окрвиконкому.

## Життєпис
У 1917 році працював начальником повітової міліції під Вітебськом. Учасник Жовтневого перевороту 1917 року. Член РКП(б).
З квітня 1919 до 1922 року служив у Червоній армії, воював проти військ генерала Денікіним, служив начальником польового штабу Першої кінної армії під час боротьби із загонами Нестора Махна.
У 1922 році направлений на партійну роботу в Українську СРР.
До 1929 року — голови окружної планової комісії Вінницької окружної ради. Одночасно очолював кооперативний комітет Вінницької округи.
У 1929—1930 роках — в.о. голови виконавчого комітету Тульчинської окружної ради.
Потім працював заступником народного комісара зовнішньої торгівлі Української СРР.
У 1934 році переведений до Архангельська, де перебував на радянській та господарській роботі. Наприкінці 1930-х років виключений із партії.
З червня 1941 року — в Червоній армії, учасник німецько-радянської війни. Служив на господарсько-інтендантській роботі в 22-му окремому дорожньо-будівельному батальйоні, потім в 43-й армії. З серпня 1944 року — старший помічник начальника продовольчого відділення інтендантського відділу 70-ї армії. Воював на Західному, 1-му та 2-му Білоруському фронтах.
З 1948 року — знову на радянській роботі в місті Архангельську. 
Після виходу на пенсію активно включився до організації ветеранського руху, був головою ради ветеранів 43-ї армії.
Помер 14 травня 1982 року. Похований в Архангельську на Соломбальському цвинтарі.  

## Звання
- капітан адміністративної служби
- майор адміністративної служби

## Нагороди
- орден Вітчизняної війни ІІ ст. (27.05.1945)
- медаль «За оборону Москви» (1944)
- медаль «За визволення Варшави» (1945)
- медаль «За перемогу над Німеччиною у Великій Вітчизняній війні 1941—1945 рр.» (1945)
- медаль «За бойові заслуги» (5.11.1946)
- медалі